# سولانج نولز
سولانج پیاژه نولز (انگلیسی: Solange Piaget Knowles؛ زادهٔ ۲۴ ژوئن ۱۹۸۶) یک خواننده، ترانه‌سرا، هنرپیشه، مانکن، آهنگ‌ساز، رقصنده و طراح رقص اهل ایالات متحده آمریکا است. وی از سال ۲۰۰۱ میلادی تاکنون مشغول فعالیت بوده‌است.
وی خواهر کوچکتر خوانندهٔ مشهور آمریکایی بیانسه است.
از فیلم‌ها یا برنامه‌های تلویزیونی که وی در آن‌ها نقش داشته است می‌توان به امروز، آن را روشن کنید اشاره نمود.